# Aleh Veracila
Aleh Uladzimiravič Veracila (in bielorusso Алег Уладзіміравіч Вераціла?; traslitterazione anglosassone Aleh Veratsila; 10 luglio 1988) è un calciatore bielorusso, difensore dell'Islač.

## Carriera

### Club
Dal 2007 al 2015 ha militato nella Dinamo Minsk, con la quale ha giocato stabilmente nel campionato bielorusso. Ha fatto il suo esordio europeo il 19 luglio 2007 nel match tra Skonto Riga e Dinamo Minsk, finito 1-1, nei preliminari di Coppa UEFA.

### Nazionale
Dal 2007 al 2011 ha fatto parte stabilmente della rosa della nazionale bielorussa Under 21. Il 12 ottobre 2010 mette a segno la sua prima rete in nazionale Under-21, realizzando nel corso dei tempi supplementari il gol del definitivo 3-0 che elimina l'Italia e consente ai bielorussi l'accesso al campionato europeo di categoria 2011.

## Palmarès

### Club

#### Competizioni nazionali
- Campionato bielorusso: 1

Dinamo Brest: 2019
- Coppa di Bielorussia: 1

Dinamo Brest: 2017-2018
- Supercoppa di Bielorussia: 3

Dinamo Brest: 2018, 2019, 2020